# Utriculaire
Utricularia, Utricularioideae
Pour les articles homonymes, voir utriculaires.
Sous-famille
Genre
Répartition géographique
Synonymes
les utriculaires, Utricularia en latin , est le genre de plantes à fleurs de la famille des Lentibulariaceae. Ce sont des plantes carnivores qui compte le plus grand nombre d'espèces, soit environ 180. La plupart de celles-ci sont aquatiques. Leur nom provient de latin utriculus, « petite outre », par allusion à la forme des pièges à insectes que portent certaines espèces.

## Description

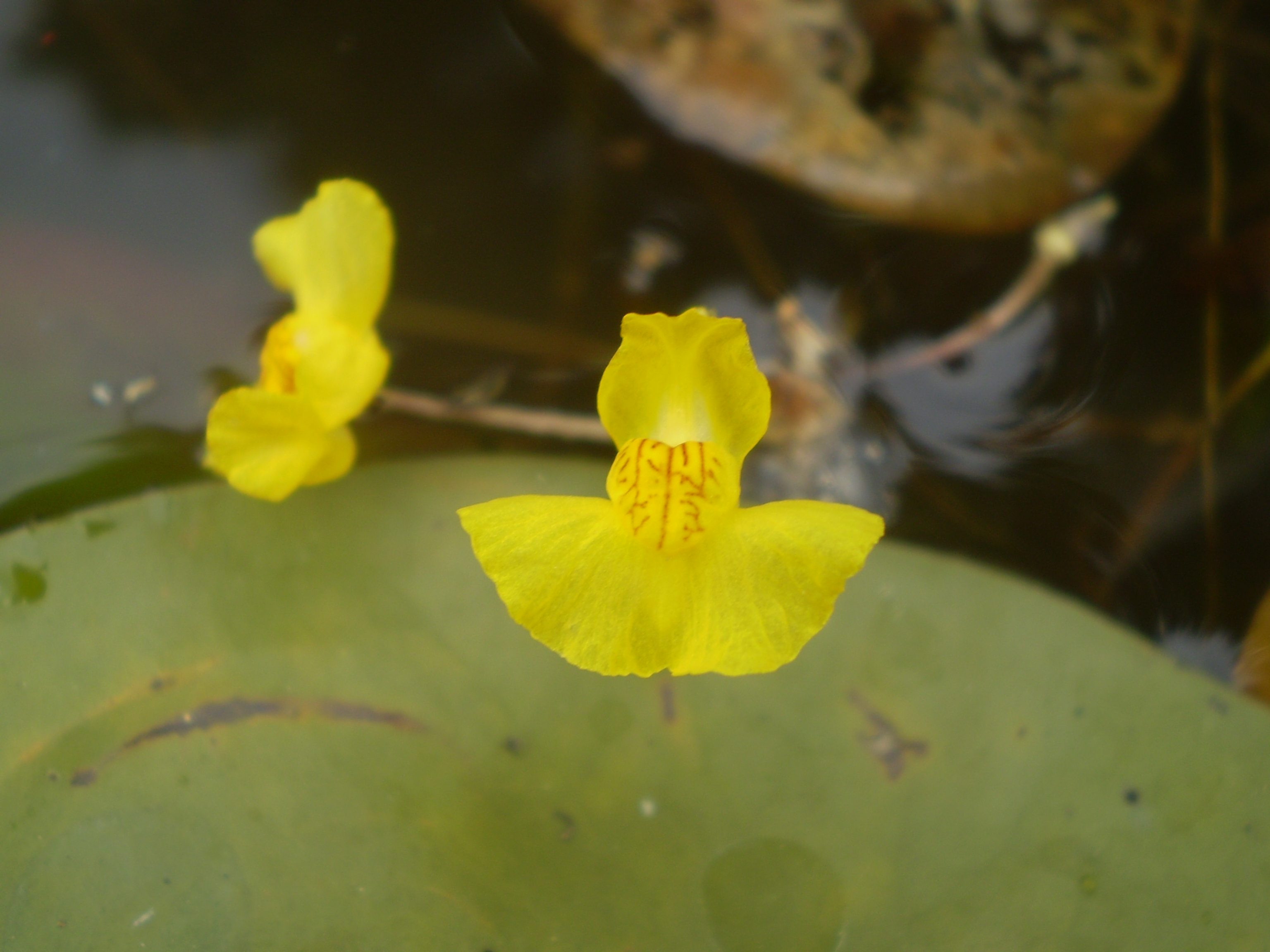
Fleurs dUtricularia tenuicaulis.

Ce sont des plantes généralement dépourvues de racines. 
Selon les espèces, elles vivent en épiphytes dans une atmosphère humide, sur un sol humide ou dans un milieu aquatique.
Elles produisent deux types de feuilles :
- des feuilles à rôle photosynthétique,
- des feuilles souterraines ou subaquatiques, démunies de pigments et en forme d'outre, dont la taille est de l'ordre du millimètre ; elles permettent la capture des proies par aspiration (préférentiellement du zooplancton du type  Gastrotricha, Rotifères, puces d'eau et copépodes consommant des micro-algues[2] sur les rameaux et les pièges)[3].

Le piège est fermé par une sorte de clapet. L'ouverture est déclenchée au contact des poils sensitifs situés autour de ce clapet. Ce type de piège est dit actif. En 2011, une équipe du Laboratoire interdisciplinaire de physique (LIPhy) décrypte à l'aide d'une caméra haute cadence le processus mécanique permettant à l'utriculaire, de prendre au piège en un millième de seconde les petits animaux qui s'en approchent. La description a été publiée dans la revue Proceedings of the Royal Society.

## Étymologie
Du latin utriculus, diminutif de uter, outre, cornuta, « cornue ; cornée », en référence aux petits sacs que portent les espèces de ce genre sur les segments des feuilles (ou sur les ramifications des branches, selon l'interprétation), et à l'éperon en forme de corne que porte l'arrière des fleurs.

## Génome
Les utriculaires sont les angiospermes dont le génome est le plus compact, inférieur à 100 millions de paires de bases. Le nombre de leurs gènes est pourtant comparable à celui des autres plantes à fleurs. En conséquence, la fraction de leur génome qui est non codante est très limitée, de l'ordre de 3 à 5 %.

## Espèces
- Utricularia alpina Jacquin
- Utricularia amethystina Salzm. ex St.-Hil. et Girard
- Utricularia australis - Utriculaire citrine
- Utricularia bifidas L.
- Utricularia biloba R. Brown
- Utricularia ×biseriata Lindb.
- Utricularia bisquamata L.
- Utricularia blackmanii R.W.Jobson
- Utricularia bremii Heer ex Köll.
- Utricularia caerulea L.
- Utricularia cornuta Michx.
- Utricularia dichotoma J.J.H. de Labillardière
- Utricularia dubia Ces., Pass. & Gibelli
- Utricularia exoleta R.Br.Utricularia aurea dans une rizière en Thaïlande.
- Utricularia floridana Nash
- Utricularia foliosa L.
- Utricularia geminiscapa Benj.
- Utricularia gibba L.
- Utricularia grafiana
- Utricularia graminifolia
- Utricularia humboldtii
- Utricularia inflata Walt.
- Utricularia intermedia Hayne
- Utricularia jankae Velen.
- Utricularia japonica Makino
- Utricularia juncea Vahl
- Utricularia macrorhiza Le Conte
- Utricularia minor L.

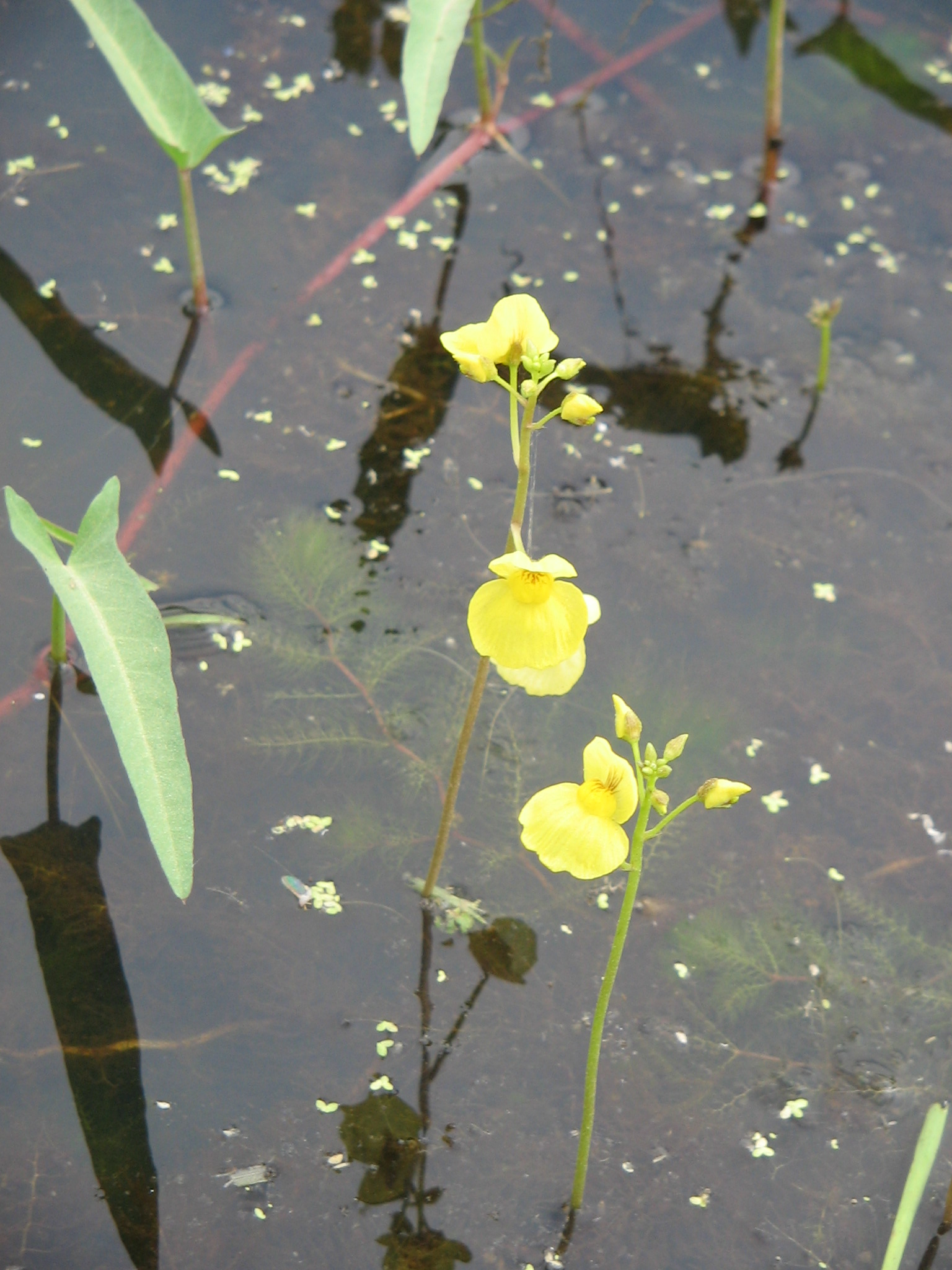
Utricularia aurea dans une rizière en Thaïlande.

  - Utricularia minor subsp. bremii (Heer ex Köll.) Nyman
- Utricularia major Schmidel
- Utricularia neglecta Lehm.
- Utricularia occidentalis A.Gray
- Utricularia ochroleuca R.W.Hartm.
- Utricularia olivacea C. Wright ex Griseb.
- Utricularia pollichii F.W.Schultz
- Utricularia protrusa Hook.f.
- Utricularia pulchella C.B.Lehm.
- Utricularia purpurea Walt.
- Utricularia pusilla Vahl
- Utricularia racemosa WallichUtricularia vulgaris, tige immergée et fleur.
- Utricularia radiata Small

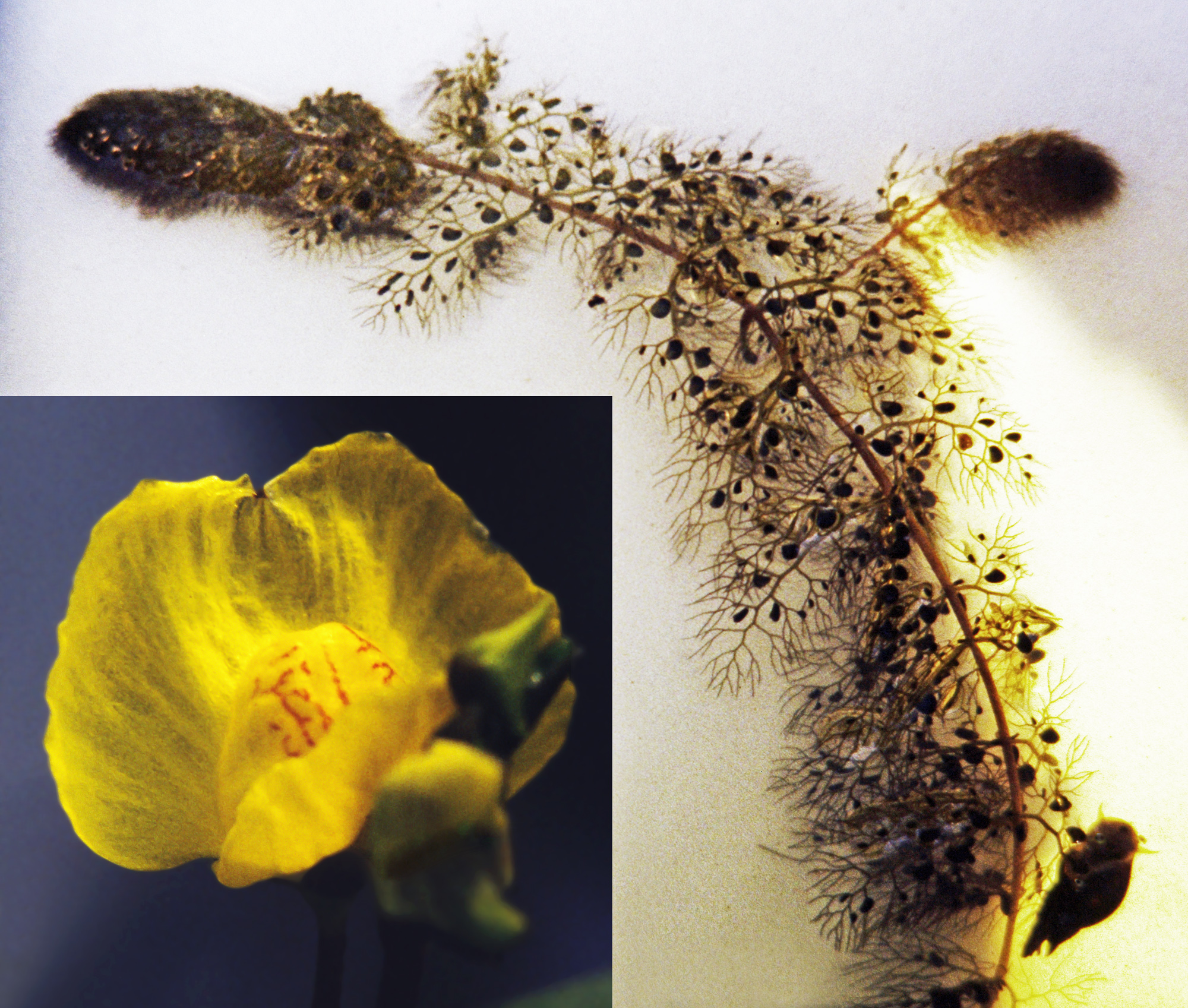
Utricularia vulgaris, tige immergée et fleur.

- Utricularia resupinata B.D. Greene ex Bigelow
- Utricularia sandersonii Oliver[6]
- Utricularia simulans Pilger
- Utricularia striata Le Conte ex Torrey
- Utricularia stygia G.Thor
- Utricularia subulata L.
- Utricularia uliginosa Vahl
- Utricularia vulgaris L.
  - Utricularia vulgaris subsp. neglecta (Lehm.) Bonnier & Layens